# 허대범
허대범(許大梵, 1936년 11월 20일~)은 대한민국의 군인 출신 정치인이다. 제15대 국회의원을 지냈다. 본관은 김해이고, 경상남도 진해 출신이다.

## 학력
- 경화초등학교 졸업
- 진해중학교 졸업
- 진해고등학교 졸업
- 해군사관학교 문학사
- 육군보병학교 졸업
- 공군방공포병학교 졸업
- 국방대학교 행정학사
- 미국 네바다 주립 대학교 NPG 대학원 공학석사
- 미국 해군대학원 행정학 석사
- 국방대학원 행정학 석사

### 비학위 수료
- 서울대학교 경영대학원 최고경영자과정 수료

## 경력
- 구축함 함장
- 해군기획관리 참모부장
- 한미연합사 인사참모부장
- 해군교육사령관
- 해군 소장 예편
- 대한민국해군 전우회 회장
- 재경 진해중고등학교 동창회 회장
- 경상남도 씨름협회 고문
- 국회 예산결산 위원회
- 대한민국 해양연맹 이사장
- 가락 종친회 중앙회 이사장
- 한나라당 진해시 지구당 위원장
- 신한국당 대표 안보특별보좌역
- 이회창대통령 후보 특별보좌역
- 신한국당 자치국방안보위원
- 한나라당 국방위원회 간사
- 한나라당 정책위원장 겸 국방위원장
- 2021년 8월~2021년 9월: 최재형 열린캠프 자문위원

## 역대 선거 결과
|  | 29.14% |

|  | 47.12% |

|  | 44.12% |

## 가족 관계
- 배우자 : 문시자(2021년 8월 28일 별세)
  - 슬하 : 허윤정, 허윤주, 허여정